# John Davis Lodge

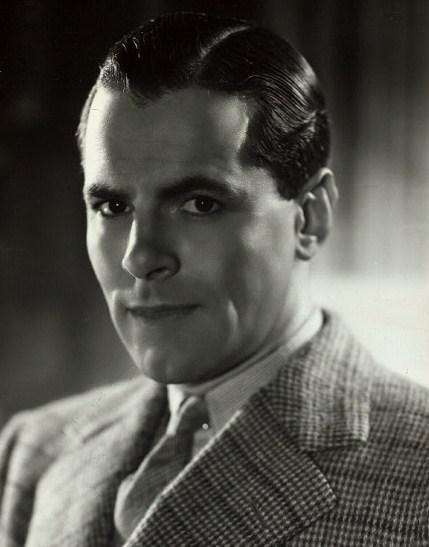
John Davis Lodge (ca. 1935)

John Davis Lodge (* 20. Oktober 1903 in Washington, D.C.; † 29. Oktober 1985 in New York City) war ein US-amerikanischer Schauspieler, Politiker und von 1951 bis 1955 Gouverneur des US-Bundesstaates Connecticut. Er war Mitglied der Republikanischen Partei.

## Frühe Jahre, Schauspielkarriere und politischer Aufstieg
Lodge genoss eine umfassende Ausbildung. Er besuchte die Evans School in Mesa, Arizona, dann die Middlesex School in Concord, Massachusetts und schließlich die Ecole de Droit in Paris. 1925 graduierte er an der Harvard University, 1929 an der Harvard Law School.
Zwischen 1933 und 1940 war Lodge als Schauspieler in insgesamt 21 Filmen zu sehen, darunter George Cukors bekannte Literaturverfilmung Vier Schwestern (1933) mit Katharine Hepburn und die Komödie The Little Colonel (1935), wo er den Vater von Kinderstar Shirley Temple spielte. Seine vielleicht beste Rolle hatte er in Josef von Sternbergs Historiendrama Die scharlachrote Kaiserin (1934), wo er als Graf Alexei die männliche Hauptrolle neben Marlene Dietrich bekleidete. Mit dem Ende seines Studiovertrages bei Paramount Pictures konnte er als freier Schauspieler arbeiten, zugleich sank aber auch die Qualität seiner Filme auf B-Movies ab. Wegen seiner guten Fremdsprachkenntnisse drehte er auch mehrere Filme im Ausland, dazu gehörte auch sein letzter Film Von Mayerling bis Sarajewo (1940), der unter Regie von Max Ophüls in Frankreich gedreht wurde. Zudem trat er als Theaterschauspieler in drei Stücken am Broadway auf.
Während des Zweiten Weltkriegs war er zuerst Lieutenant und später Lieutenant Commander in der US Navy und hatte die Funktion eines Verbindungsoffiziers zwischen Frankreich und den US-Flotten. Er wurde für seinen Dienst mit den Dienstgrad eines Chevalier in der Ehrenlegion ausgezeichnet sowie mit dem Croix de guerre mit Palme. Nach dem Krieg entschied er sich eine politische Laufbahn einzuschlagen. Er kandidierte 1947 für einen Sitz im Repräsentantenhaus der Vereinigten Staaten, wo er nach erfolgreicher Wahl bis 1950 verblieb.

## Gouverneur von Connecticut
Lodge gewann 1950 die Gouverneursnominierung der Republikaner und wurde kurze Zeit später zum Gouverneur von Connecticut gewählt. Während seiner Amtszeit indossierte er Gesetze, die die Arbeitslosigkeit verbesserten, sowie die Vergütungszuschüsse der Arbeiter. Ferner wurden Gesetze verabschiedet, die Fördermittel für Bildungsausgaben erhöhten, sowie Genehmigungen für den Bau von öffentlichen Gebäuden bewilligt. Lodge kandidierte 1954 erfolglos für eine Wiederwahl.

## Weiterer Lebenslauf
Er war zwischen 1955 und 1961 Botschafter der Vereinigten Staaten in Spanien. Anschließend war er zwischen 1963 und 1964 überregionaler Präsident der Junion Achievement Inc., sowie zwischen 1964 und 1969 Vorsitzender des University of Pennsylvania's Foreign Policy Research Institute. Ferner war er 1965 ein Delegierter beim Verfassungskonvent von Connecticut. Lodge war zwischen 1969 und 1974 Botschafter in Argentinien und 1983 in der Schweiz.
John D. Lodge verstarb am 29. Oktober 1985 und wurde auf dem Nationalfriedhof Arlington beigesetzt. Er hinterließ seine 1929 geheiratete Ehefrau Francesca Braggiotti (1902–1998), eine Schauspielerin und Tänzerin, mit der er auch im Film Tonight at Eleven auftrat. Sie hatten zwei Töchter.

## Filmografie (Auswahl)
- 1933: The Woman Accused
- 1933: Vier Schwestern (Little Women)
- 1933: Panik im Zoo (Murders in the Zoo)
- 1934: Die scharlachrote Kaiserin (The Scarlet Empress)
- 1935: The Little Colonel
- 1935: Königsmark (Koenigsmark)
- 1936: Ourselves Alone
- 1936: The Tenth Man
- 1937: Bulldog Drummond at Bay
- 1938: Bank Holiday
- 1940: Von Mayerling bis Sarajewo (De Mayerling à Sarajevo)